# Le Diable noir
Pour les articles homonymes, voir Le Diable noir (film, 1905).
Le Diable noir est une biographie du général Dumas écrite par Claude Ribbe, parue chez Alphée en 2008.
Ribbe a adapté son livre en documentaire de 52 minutes en 2009 (coproduction Ortheal-France 3, avec la participation de France 2 et de RFO), avec Stany Coppet dans le rôle du général Dumas, ainsi que les participations d'Aimé Césaire, Patrice-Flora Praxo et Benoît Hopquin, diffusé le 18 avril 2009 à la télévision française,.